# Koi herpes virus
Koi herpes virus (zkr. KHV, znám také jako kapří herpes virus) je vysoce nakažlivé virové onemocnění ryb, způsobující onemocnění zvané koiherpesvizóza. Náchylný k tomuto onemocnění je především kapr obecný a jeho japonská okrasná forma, kapr koi. Onemocnění je doprovázeno poměrně vysokou úmrtností ve výši 80–90%.

## Výzkum
Po 17 letech bádání a zkoumání bylo v České republice vyšlechtěno zcela nové a ministerstvem zemědělství ČR také uznané plemeno kapra, lysého křížence nazvaného amurský lysec, jenž se vykazuje odolností proti tomuto uvedenému onemocnění.